# Croix et colonnes de peste
Les croix et colonnes de peste sont des monuments érigés en Europe, du Moyen Âge jusqu'au XVIIIe siècle, par les populations chrétiennes, en ex-voto ou en commémoration d'une épidémie de peste. Certaines croix portent des signes distinctifs de leur fonction : une inscription, des bubons ou des statues de saints protecteurs de ce fléau. Les écots souvent présentés comme preuve du passage de la peste, ne sont pas des signes certains. Les colonnes n'apparaissent qu'au XVIIe siècle et presque uniquement en Europe Centrale, elles ont une fonction commémorative de la peste mais aussi de représentation et glorification de l'église catholique et du pouvoir.

## Croix de peste
La peste a sévi dans toute l'Europe en plusieurs vagues, la plus terrible étant la peste noire qui a tué entre 30 et 50 % de la population européenne en cinq ans (1347–1352). Les épidémies ont causé jusqu'au XVIIIe siècle d'énormes ravages dans les populations. La ferveur religieuse et la terreur engendrée par les épidémies ont contribué à l'élévation de ces croix dites de peste en France, en Grande Bretagne, en Allemagne, en Autriche, en Italie, en Espagne. Si les croix peintes sur les maisons des pestiférés n'avaient qu'un rôle éphémère, celui d'interdire à quiconque d'en sortir ou d'y entrer pour limiter la contagion, les croix de pierre étaient conçues pour durer.

### Fonction des croix de peste
La croix devait « conjurer le mal », ce mal qui apparaissait et disparaissait d'une manière quasi surnaturelle, comme une punition divine. Le seul moyen d'échapper au fléau était de s'en remettre à Dieu ou à ses saints. La croix, représentation sacrée de la souffrance divine et instrument d'intercession  avait aussi, comme les croix de fontaines et de ponts, une fonction apotropaïque qui relève peu ou prou du domaine de la magie.
- Croix votives

Elles étaient élevées à la fois pour demander la fin de l'épidémie et remercier Dieu ou le saint protecteur quand le danger était écarté. Le fléau ravageait certains villages, en épargnait d'autres, refluait en vagues successives. Les habitants faisaient vœu d'ériger une croix, bâtir une chapelle ou bien encore faire procession tous les ans si l'épidémie s'arrêtait enfin. Le calvaire de Plougastel a été édifié de 1602 à 1604 pour accomplir le vœu du seigneur de Kererault et célébrer ainsi la fin de l'épidémie de 1598 qui avait sévi pendant plusieurs mois dans la localité. Le fût et le croisillon de la croix du milieu portent des écots. Au centre du socle sur la face ouest de très grandes statues figurant saint Roch et saint Sébastien, saints invoqués pour se protéger de la peste, sont représentés de part et d'autre de saint Pierre.
- Croix de remerciement

Elles étaient érigées par les chrétiens pour remercier leur Dieu  d'avoir épargné le village ou les rescapés.

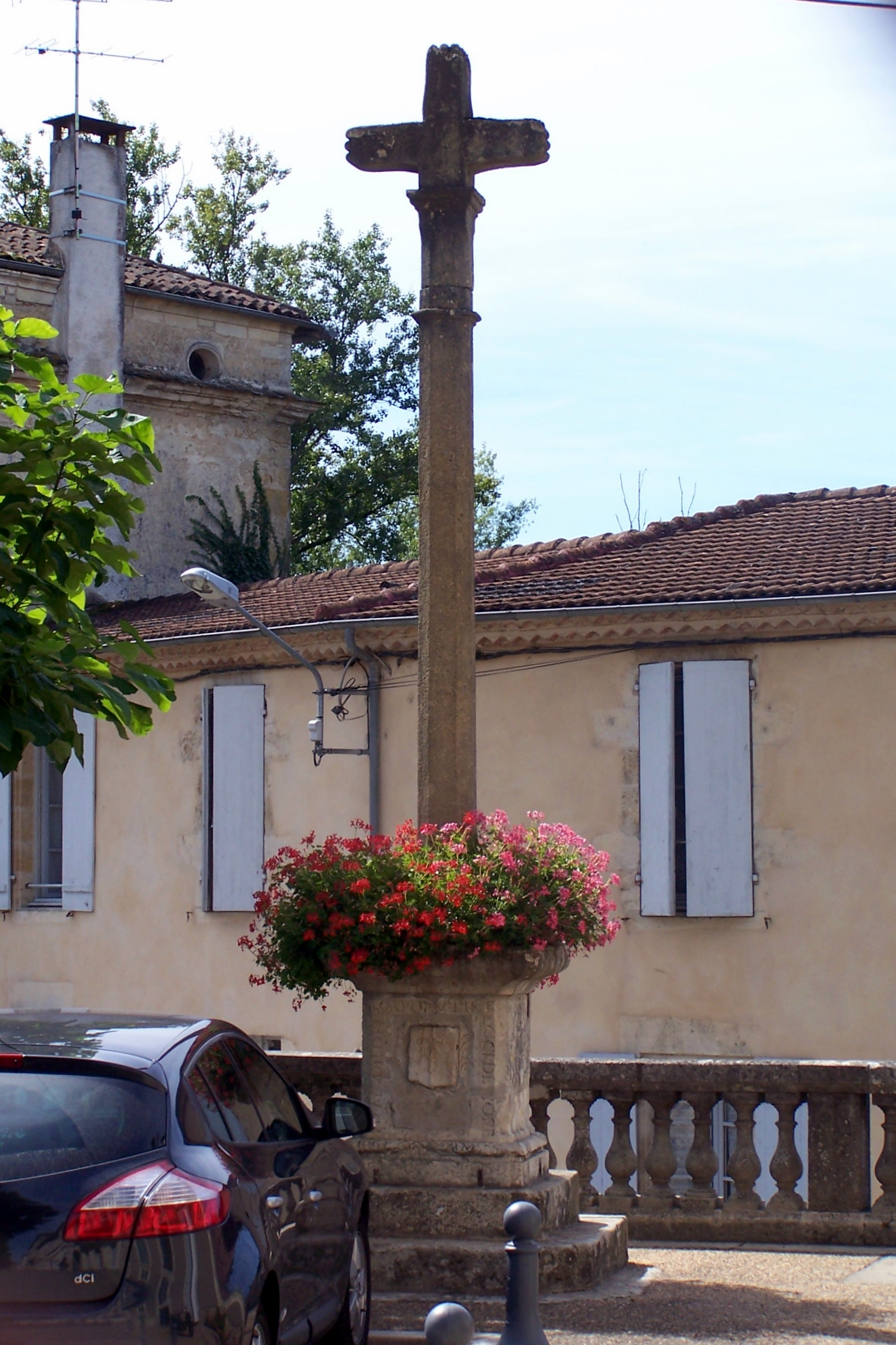
Croix votive de 1630 à Verdelais, Gironde.
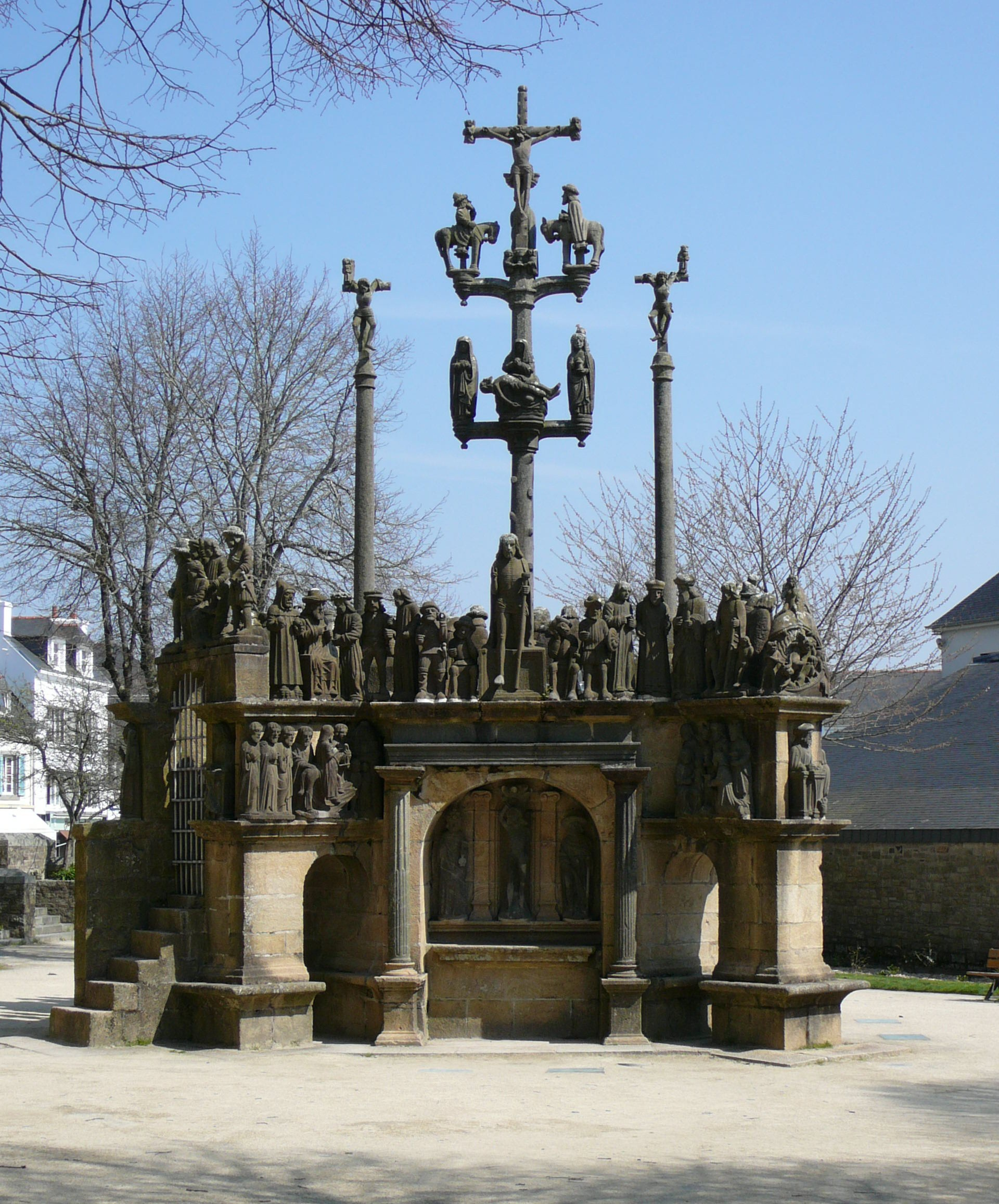
Calvaire de Plougastel (1602-04) Dans la niche au centre du socle, saint Sébastien, saint Pierre, saint Roch.

- Croix de commémoration

Les monuments étaient élevés en mémoire des victimes de la peste et de leur lieu d'inhumation. A Ross-on-Wye une croix marque l'emplacement où 315 cadavres ont été enterrés sans cercueil en 1637. En France, parmi d'autres  on peut citer la croix Romaric au Haut-du-Tôt élevée en 1670 ou en Bretagne la croix de Beaumelin Les morts étaient enterrés de nuit dans des fosses communes. Les confréries de charité ont été créées pour faire face au problème du ramassage et de l'enterrement des cadavres lors des épidémies.

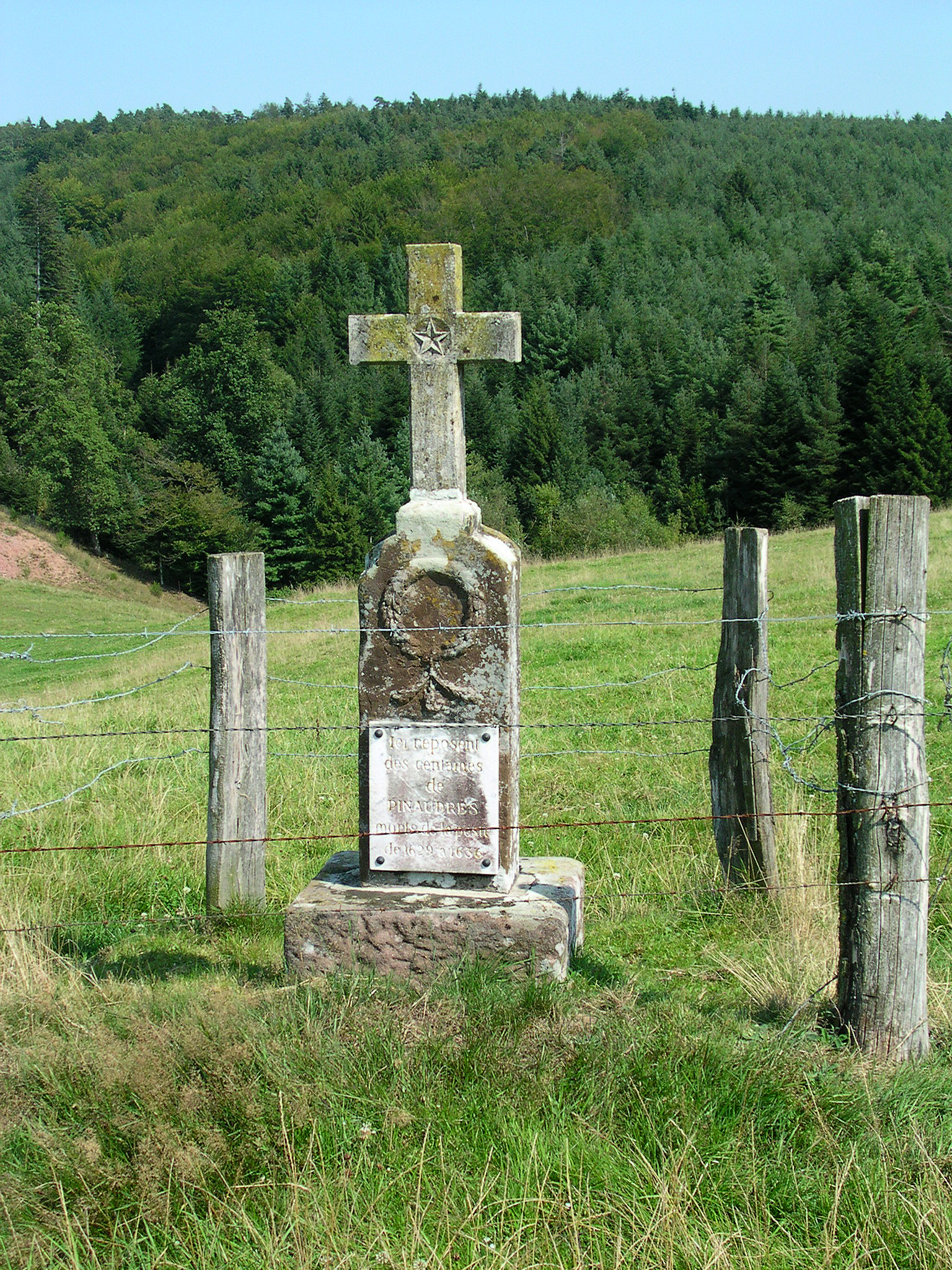
Commémoration de la peste de 1636 à Épinal, France.
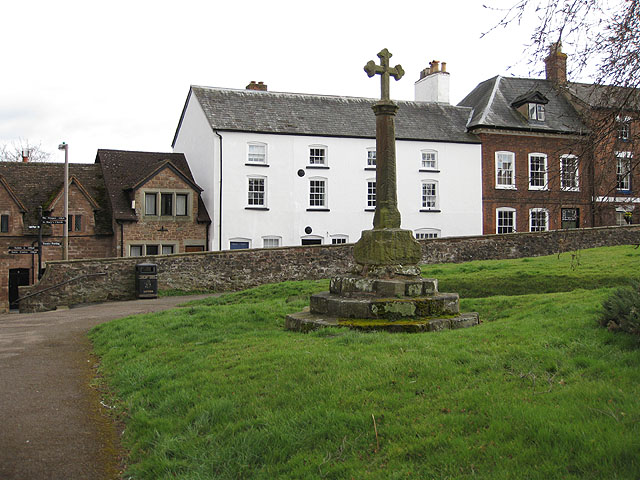
Ross-on-Wye, Angleterre, croix près de la tombe des 315 victimes de la peste en 1637.
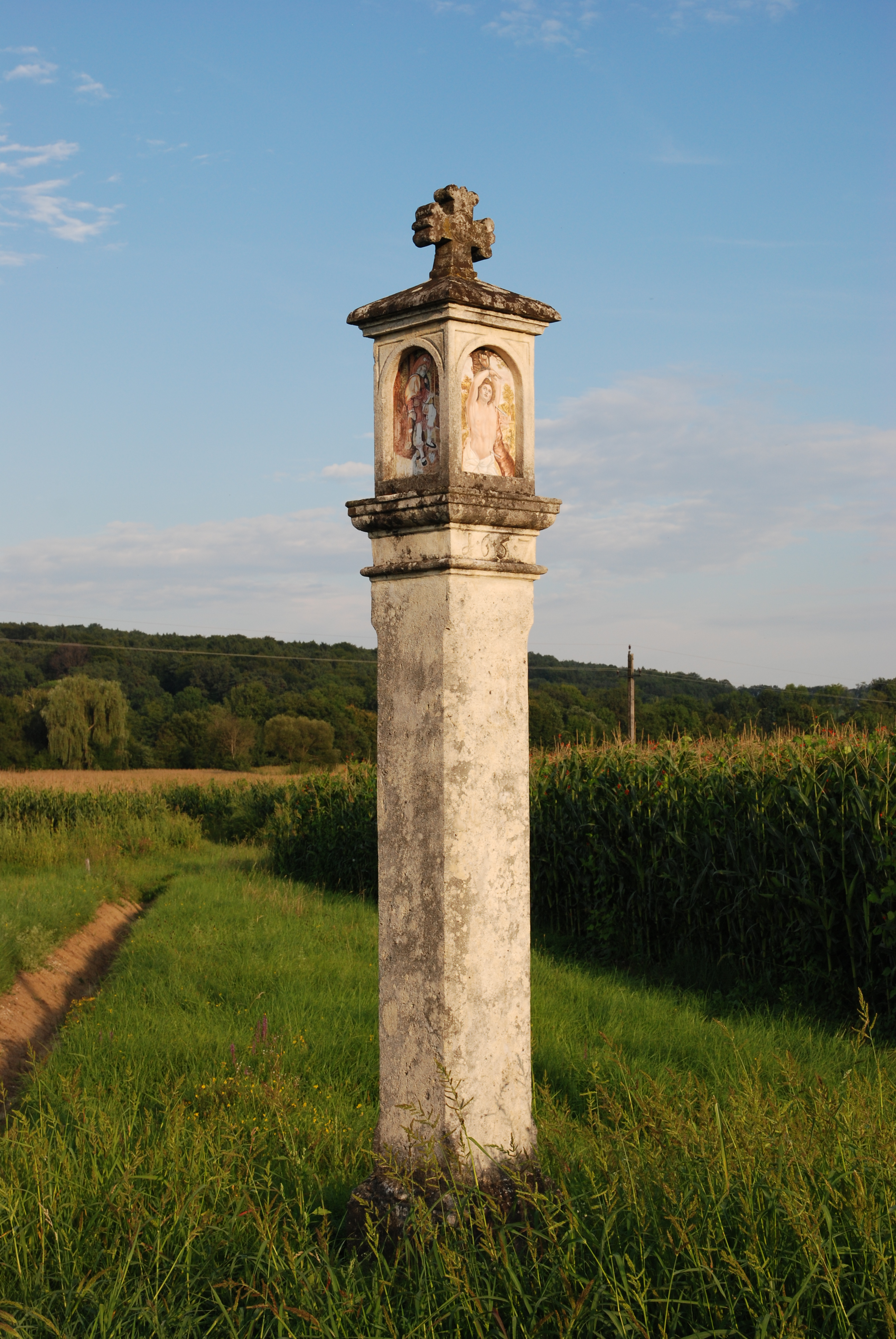
Croix de peste de 1657, Deutsch Goritz en Autriche.
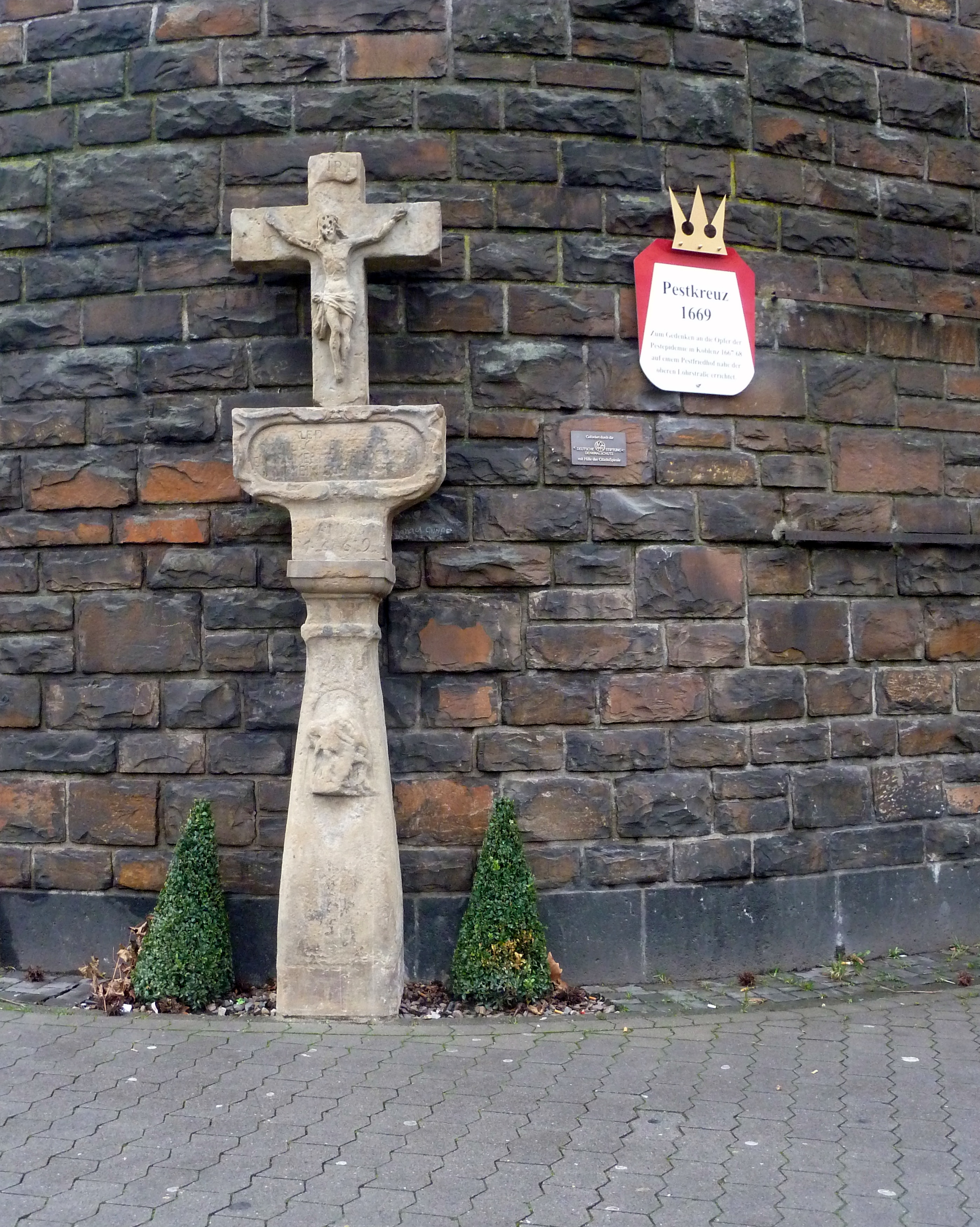
Hommage aux victimes de la peste de 1669, Coblence, Allemagne.

- Croix de marché et pierre à vinaigre en Angleterre

Des croix temporaires étaient installées en dehors des zones ordinaires de marché  pour que les familles des malades puissent acheter de la nourriture déposée là pour elles. Les gens payaient en jetant de l'argent dans le creux d'une pierre contenant de l'eau ou du vinaigre pour tenter d'éviter la contagion. La pierre à vinaigre de la White Cross de Hereford a disparu. Cette croix a été élevée par Lewis Charlton, évêque de Hereford au XIVe sur le lieu du marché spécialement installé en dehors de la ville au cours d'une épidémie de peste.

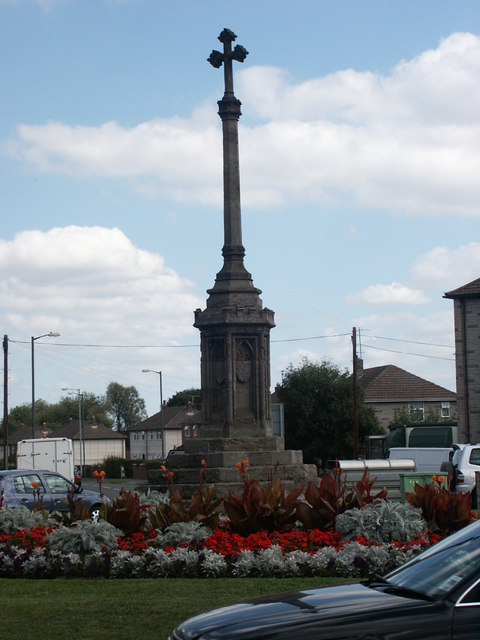
Hereford, croix de marché en temps de peste, base du XIVe siècle. Fût et croisillon du XIXe.
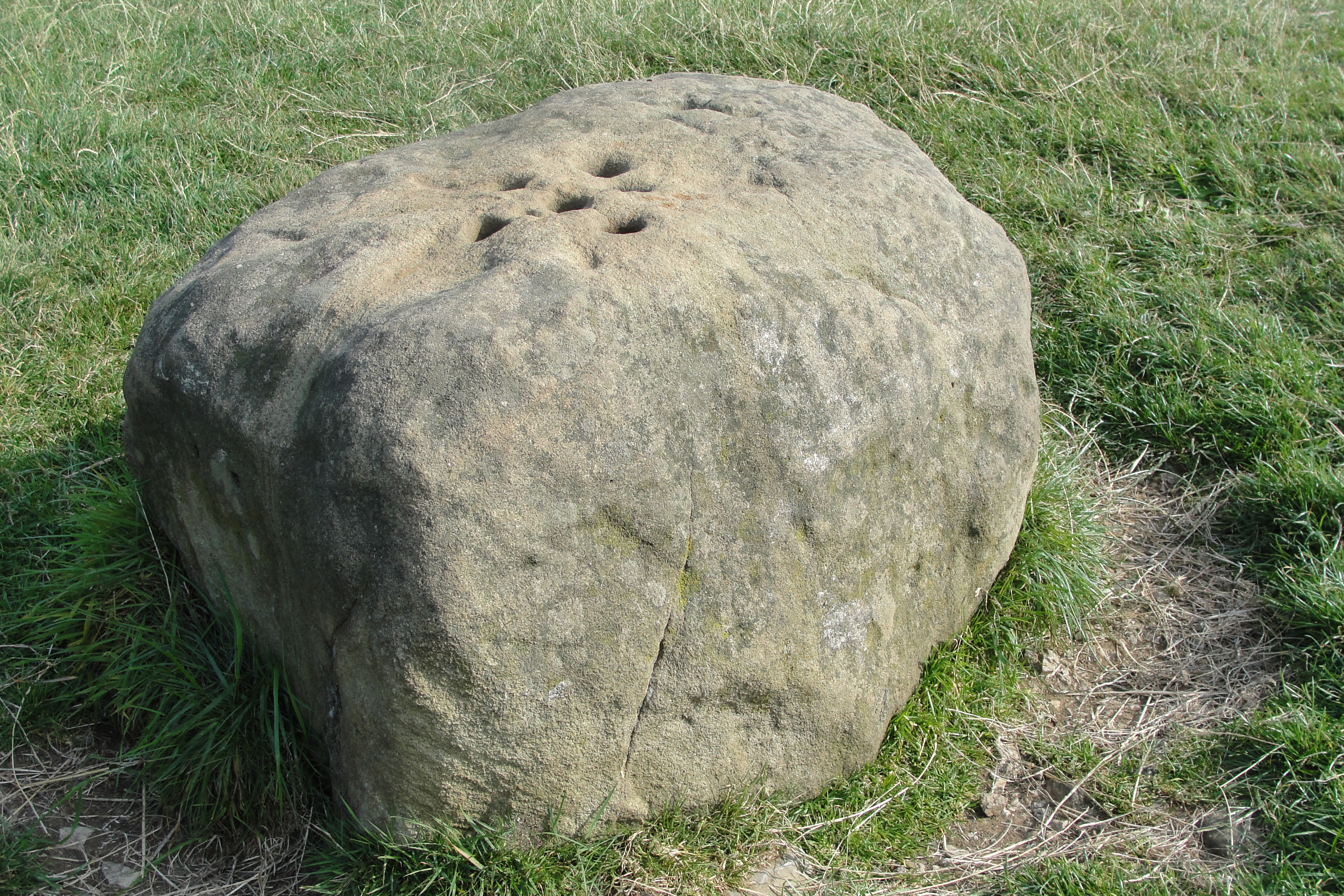
Eyam, Derbyshire, pierre à vinaigre percée de 6 trous, utilisée pendant l'épidémie de peste de 1665.

### Attributs des croix de peste
Les croix de peste ne sont pas forcément reconnaissables à première vue. Elles portent, pour la plupart certains signes qui peuvent permettre de les identifier mais qui ne font pas force de preuve. La seule certitude est donnée par une inscription comportant le mot peste avec une date sur le monument lui-même ou par un document écrit qui fait le lien entre l'édifice et une épidémie de peste. Toutefois la présence de bubons, de statues des Saints protecteurs de la peste ou d'écots peuvent désigner une croix comme ayant été érigée lors d'une épidémie de ce fléau.

#### Croix à écots ou croix écotée
Le fût d'une croix écotée, et parfois aussi son croisillon, est hérissé d'excroissances qui évoquent des branches coupées, comme celles d'un arbre ébranché qu'on appelle écot. Mais la représentation de ces moignons de branches, que par métonymie on appelle également écots, signifie que l'arbre n'est pas mort : la croix de bois du Christ, instrument de supplice, s'est transformée en instrument de gloire et de rédemption. Elle est devenue  une représentation de l'arbre de vie en opposition à l'arbre au fruit défendu du Paradis Terrestre, responsable du péché d'Adam et Eve.
Quand la peste ravageait des régions entières au Moyen Âge, les populations terrorisées ne pouvaient se raccrocher qu'à leur foi. La croix de leur village était censée faire fuir le mal, et sauver leur âme. Les écots de la croix présentent une ressemblance avec les bubons de la peste. Les traditions populaires leur ont attribué le pouvoir d'éloigner la maladie ou de la guérir.
En Bretagne, si les croix écotées ne sont pas toutes des croix de peste,, certaines de ces croix ont, de façon attestée, été érigées lors d'une épidémie. Dans le Pays de  Léon les croix ou calvaires du XVIe ou XVIIe siècle dont les fûts sont écotés portent couramment le nom de Croas Ar Vossen, c'est-à-dire croix de peste en breton léonard. Sur la croix de Plouezoc'h on peut même lire l'inscription : Groas ar Vocen, 1621.

Dans le Massif central les croix écotées, beaucoup moins nombreuses que les croix bretonnes, voisinent avec des croix à bubons.

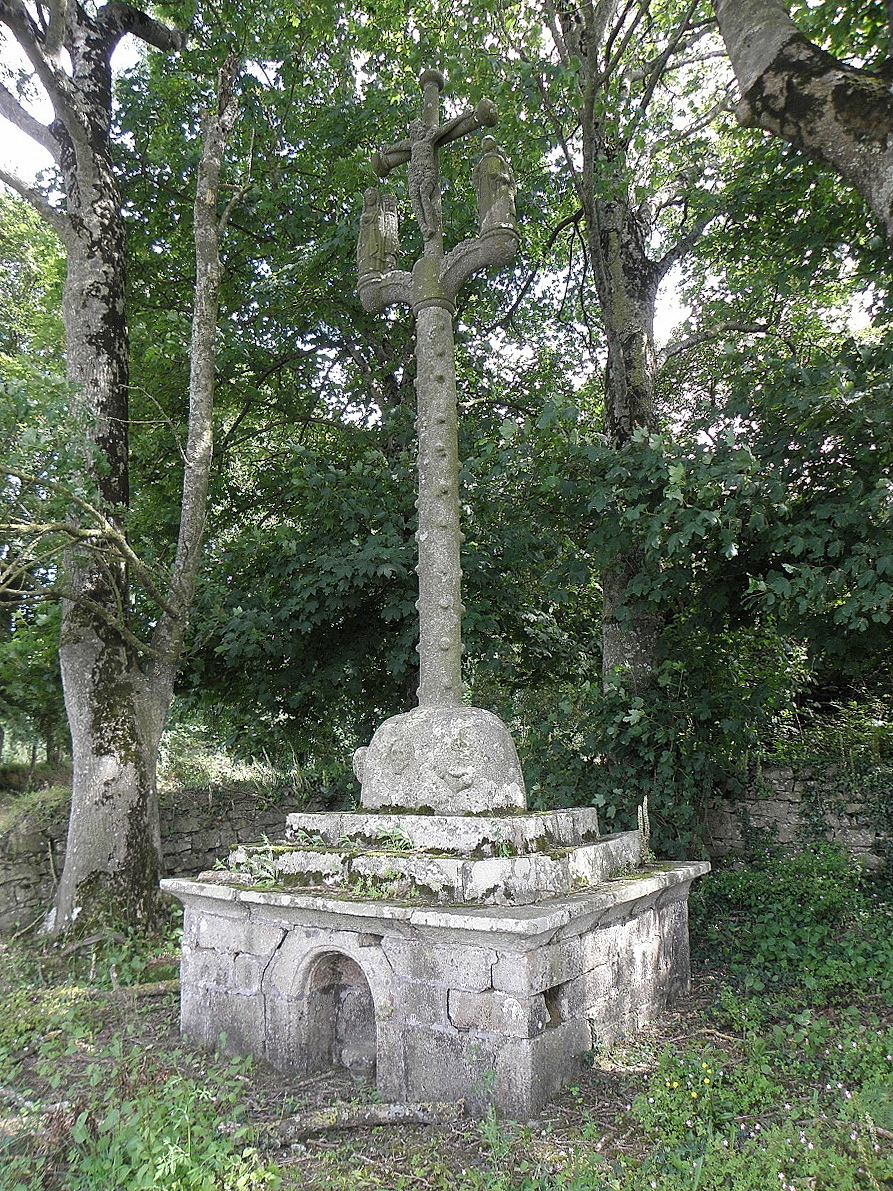
Mespaul, Finistère, croix votive élevée à l'occasion d'un épisode de peste en 1626.
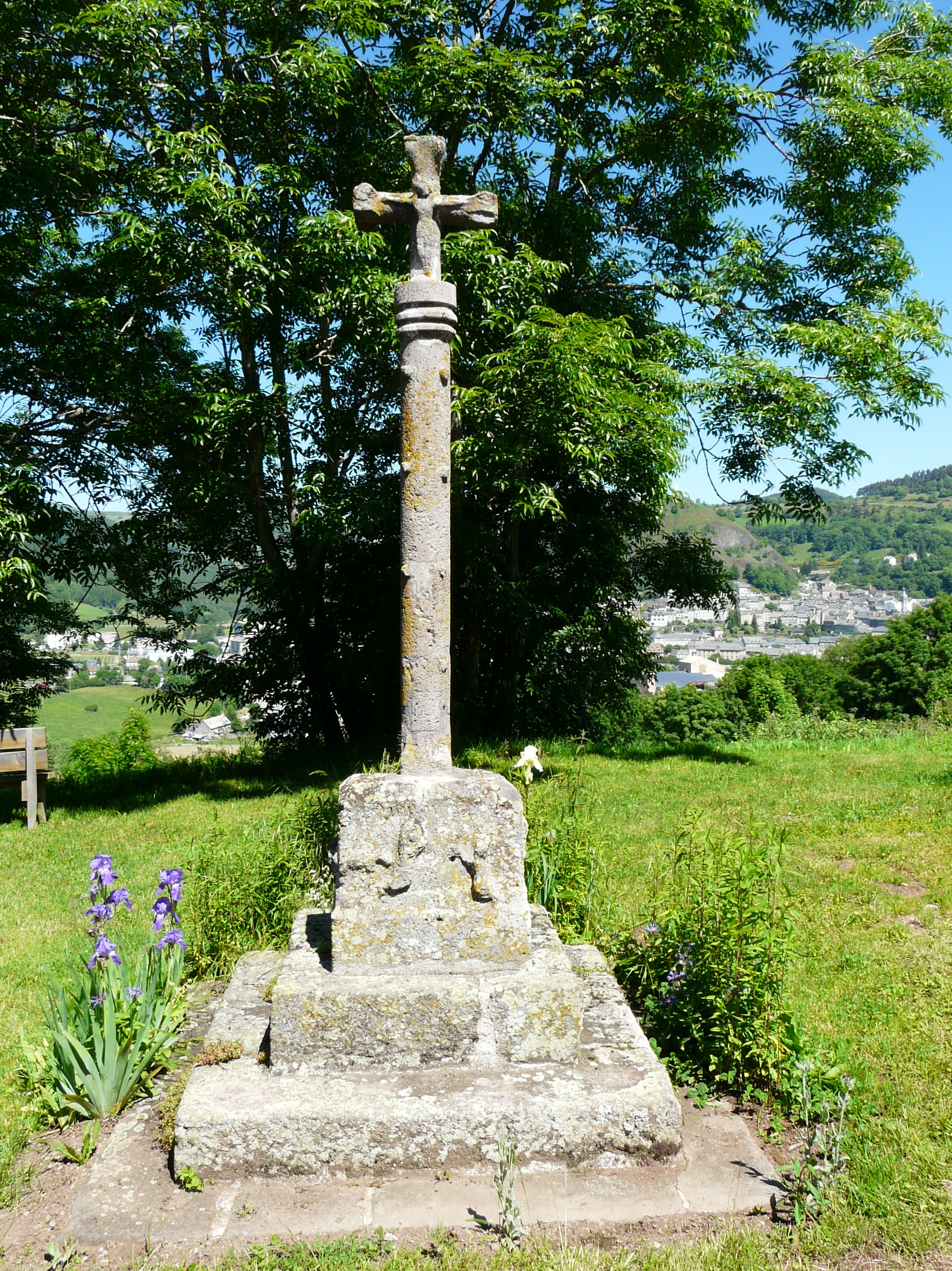
Calvaire de Bredons (Cantal) du XVe siècle.
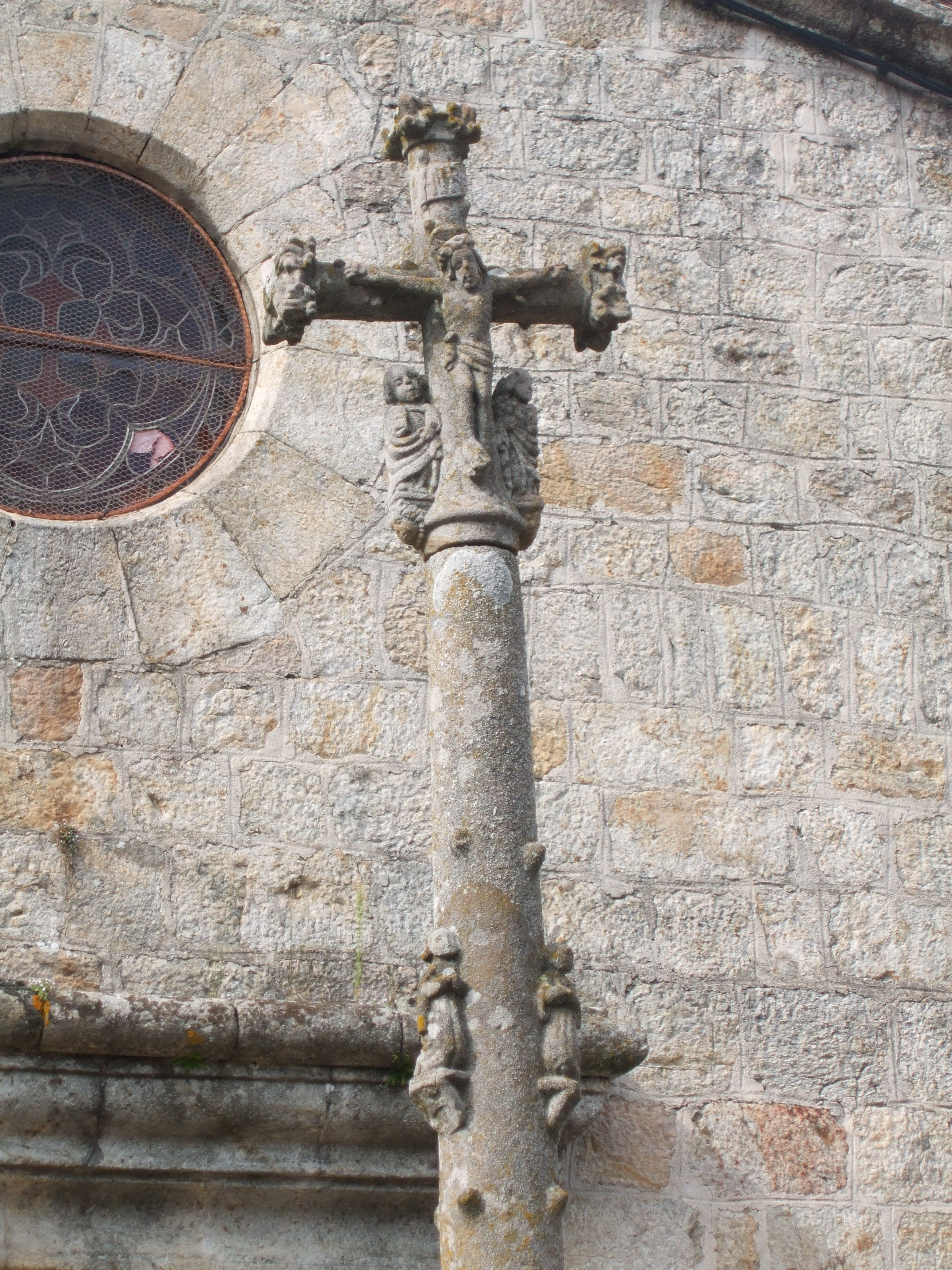
Le Crestet (Ardèche) fût et croisillons écotés.

#### Croix à bubons
Les croix à bubons signalent de façon plus certaine le passage de la peste dans la zone où elles sont implantées. Elles sont ornées de quelques bosses lisses en forme de demi-sphères. Moins nombreuses que sur les fûts écotés ces bosses sont disposées horizontalement par quatre autour du fût en une, deux ou trois séries. Dans la Manche les croix à bubons sont très nombreuses et de très simple facture, elles ont été érigées pour la plupart lors des épidémies de peste du XVIIe siècle. Elles sont élancées avec un soubassement de deux à quatre marches, un dé quadrangulaire parfois agrémenté aux coins supérieurs de petites sculptures. Le fût est généralement octogonal. Il y  a  également quelques croix de ce type dans la frange ouest du Calvados.
Dans le Massif central les fûts mais aussi les croisillons arborent des bosses similaires qui prennent dans le Forez le nom d'argnats. Ces derniers sont surtout censés représenter des furoncles et par extension les bubons de la peste. Il s'agissait, de demander la guérison en déposant une pièce au pied de la croix Il était aussi recommandé de se frotter contre les bubons de la croix pour se préserver de la maladie ,. Dans cette région du Centre de la France le fût des croix à bubons est prismatique c'est-à-dire que, contrairement à celui des croix écotées qui est parfaitement cylindrique, il présente plusieurs faces .

En Bretagne il y  a quelques rares croix à bubons comme celles de Plobannalec, de Penchâteau (Loire-Atlantique) qui date du XVe siècle ou de Saint-Benoît-des-Ondes (Ille-et-Vilaine) du début du XVIIIe siècle.

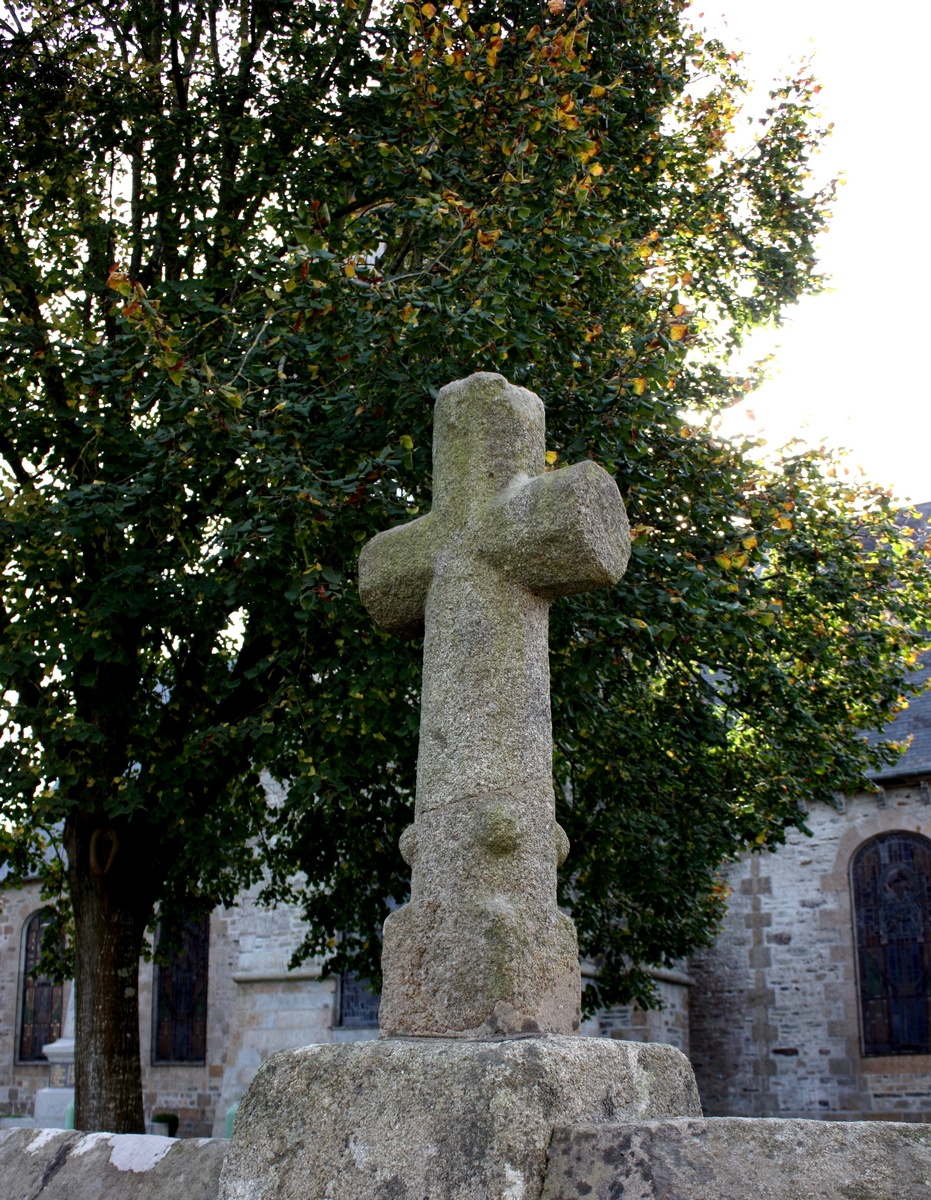
Cuves (Manche).
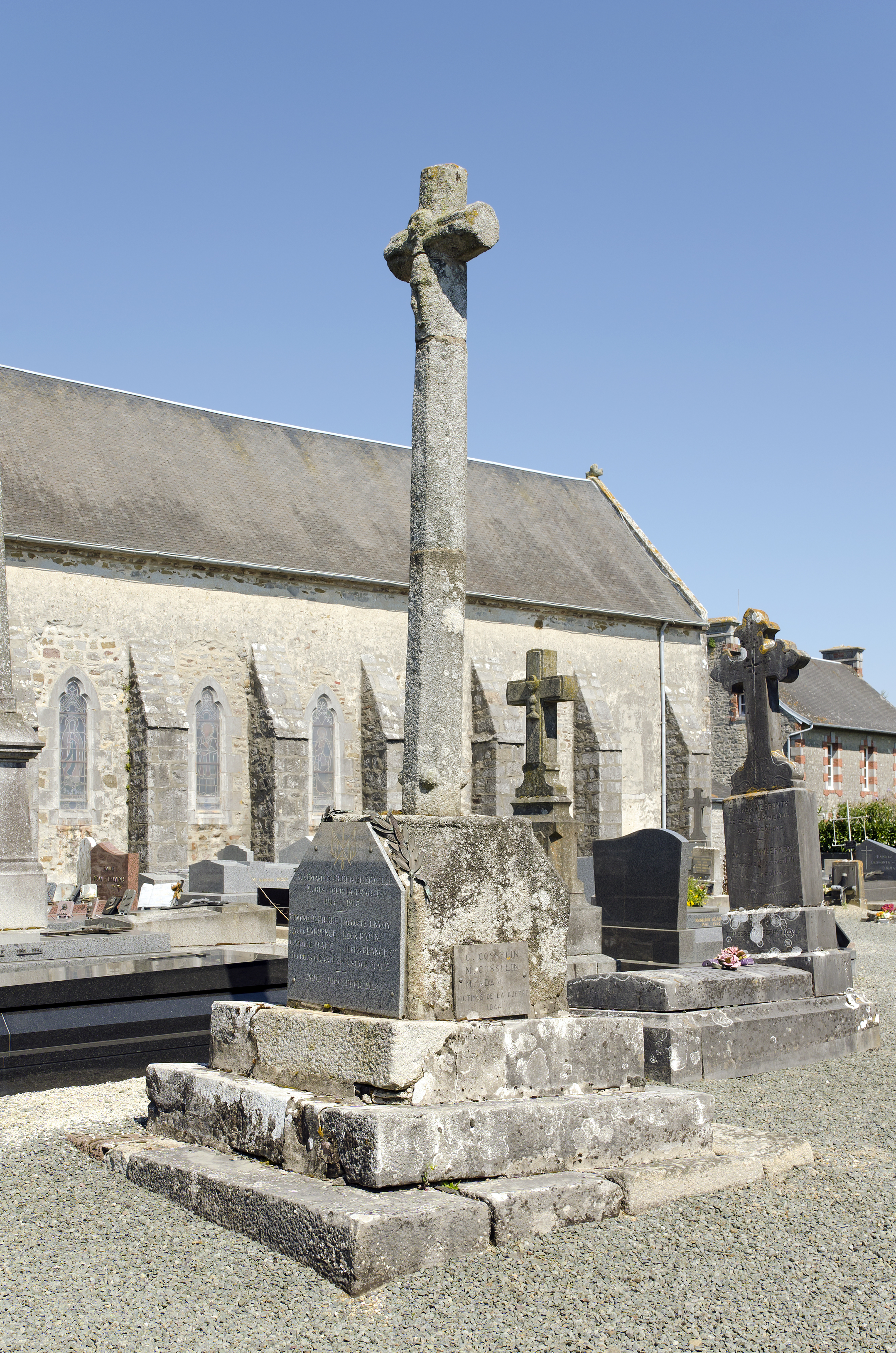
Herenguerville (Manche).
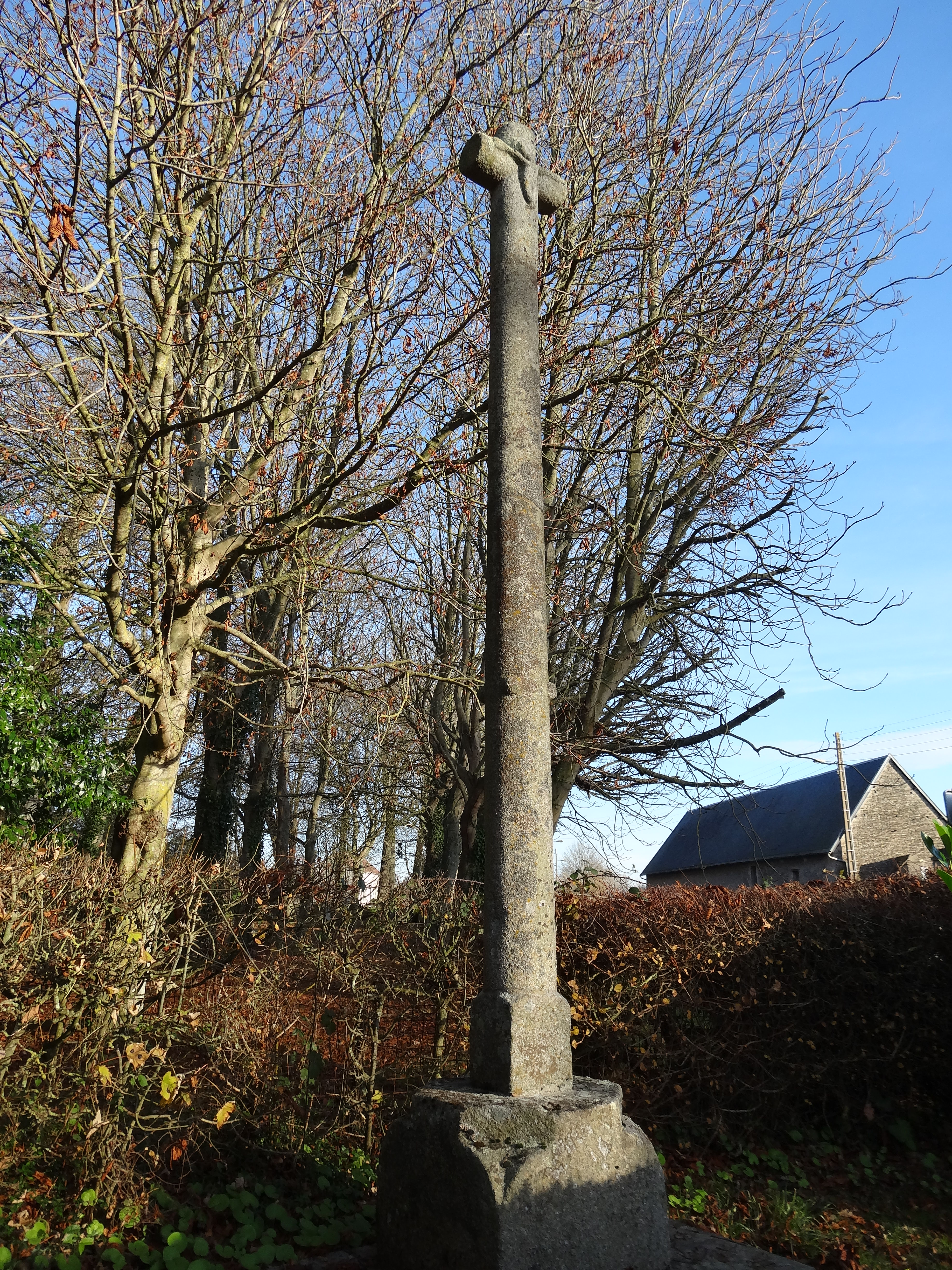
Crépon (Calvados) croix qui vient de la région de Vire.

#### Croix ornée d'une statue d'un saint protecteur de la peste
De nombreuses croix sont ornées sur le socle, le fût ou les bras du croisillon d'une représentation de saint Roch seul ou accompagné de saint Sébastien, saints réputés pour protéger de la peste,. Elles ne sont pas systématiquement munies de bubons.

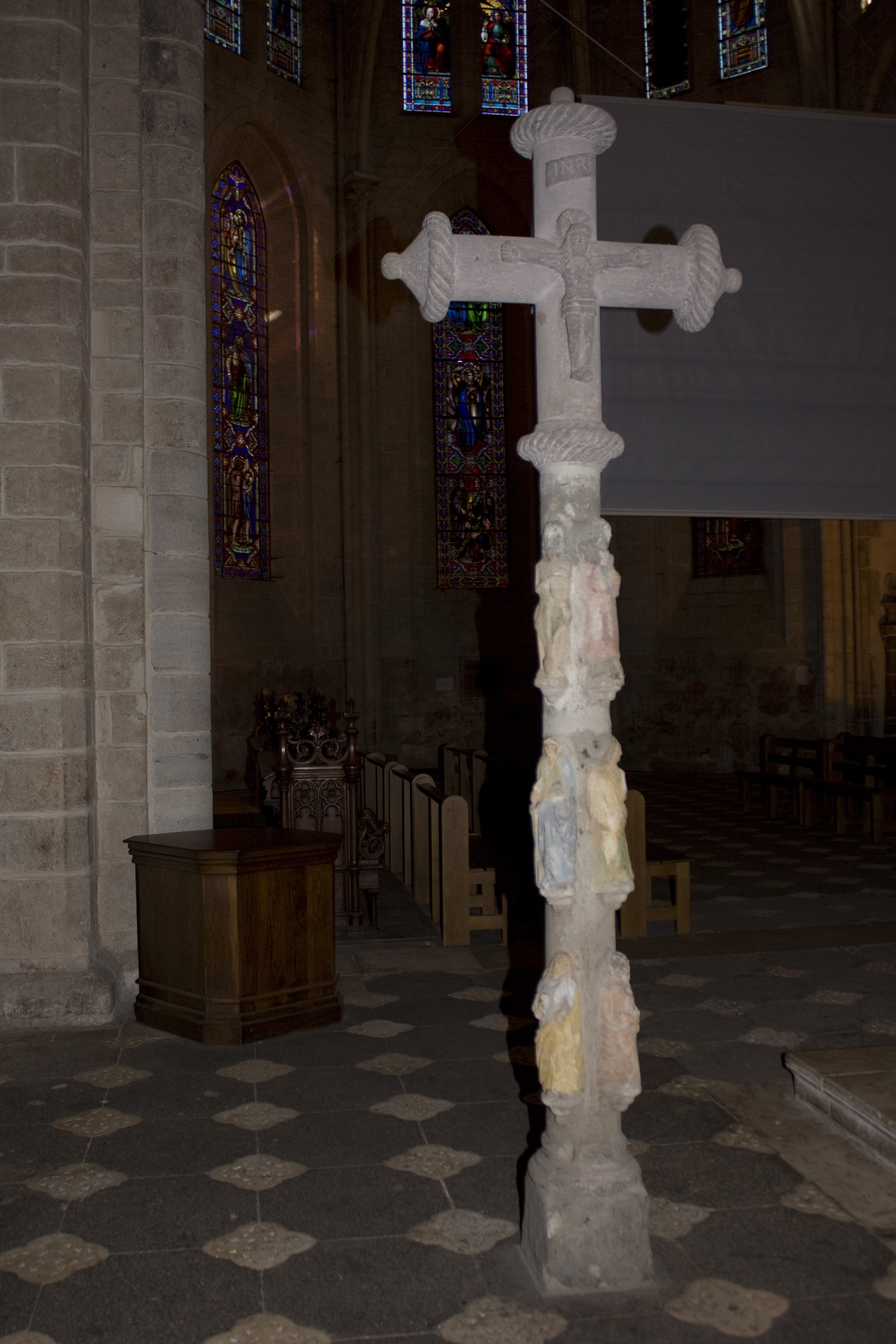
Plusieurs statues de saints sont disposées sur le fût de la croix votive d'Estiallet (1628).
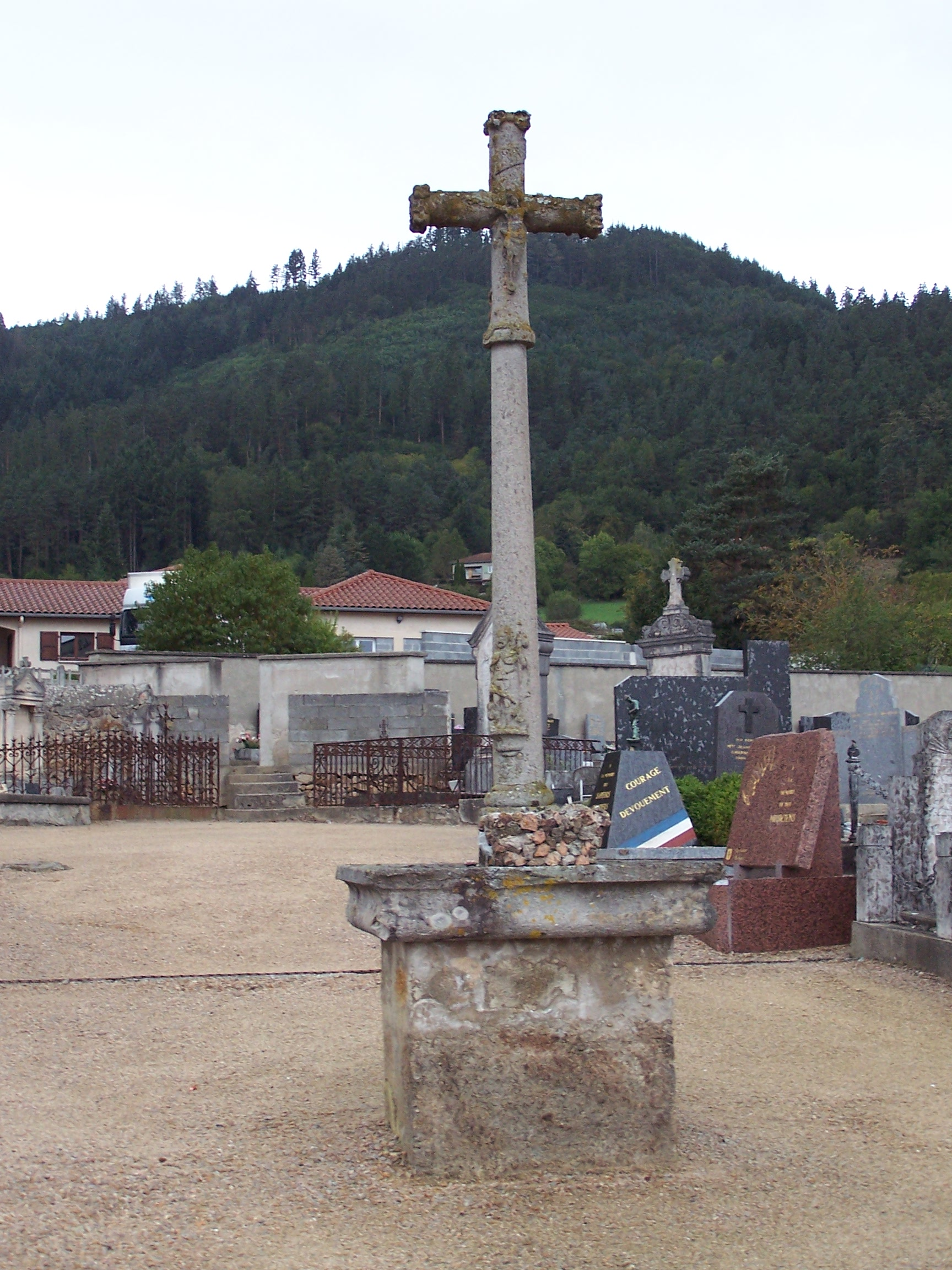
Croix de Bas-en-Basset (1587) au fût écoté et orné d'une statue de saint Roch.

## Colonne de peste
Les colonnes de peste baroques ont fait leur apparition en Europe centrale au XVIIe siècle sous l'influence  du concile de Trente, initiateur de prises de positions radicales en réaction aux doctrines protestantes. Comme certaines croix de peste, elles ont été érigées pour célébrer la fin d'une épidémie. Ces monuments sont  couronnés par la statue de la Vierge Marie, ou par des représentations de la Sainte Trinité. Ils portent l'empreinte de l'art baroque foisonnant de cette époque. Il s'agissait de proclamer très haut et très fort la victoire de la Contre-Réforme dont le but était à la fois d'entraver l'expansion du Protestantisme  en redéfinissant les dogmes et la discipline de l'Église catholique. Le culte de la Vierge Marie, des saints et de la Sainte Trinité dénoncé par les protestants devient l'étendard du renouveau catholique. Mais ces colonnes étaient aussi l'occasion pour l'église catholique de proclamer sa gloire et pour le commanditaire détenteur du pouvoir d'affirmer sa suprématie et sa magnificence. Les colonnes de peste ont été érigées entre 1650 et 1800. La plus célèbre est à Vienne en Autriche. Mais on en retrouve aussi  en Hongrie, en Moravie, en Bohème, c'est-à-dire dans toutes les régions qui appartenaient à l'empire des Habsbourg. La colonne de la Sainte Trinité de Vienne située sur le Graben est la plus représentative de ces colonnes dites de peste. Édifiée par Léopold Ier de Habsbourg après l'épidémie de 1679, elle montre de manière saisissante l'horreur du calvaire des victimes tout en célébrant la victoire de la puissance de la religion à travers la représentation d'une jeune femme brandissant une croix . Mais le commanditaire prend soin de faire représenter les emblèmes glorieux de l'empire et la prière en latin de remerciement pour la fin de l'épidémie qui présente Léopold comme humble serviteur de Dieu ne fait que souligner par contraste sa puissance.

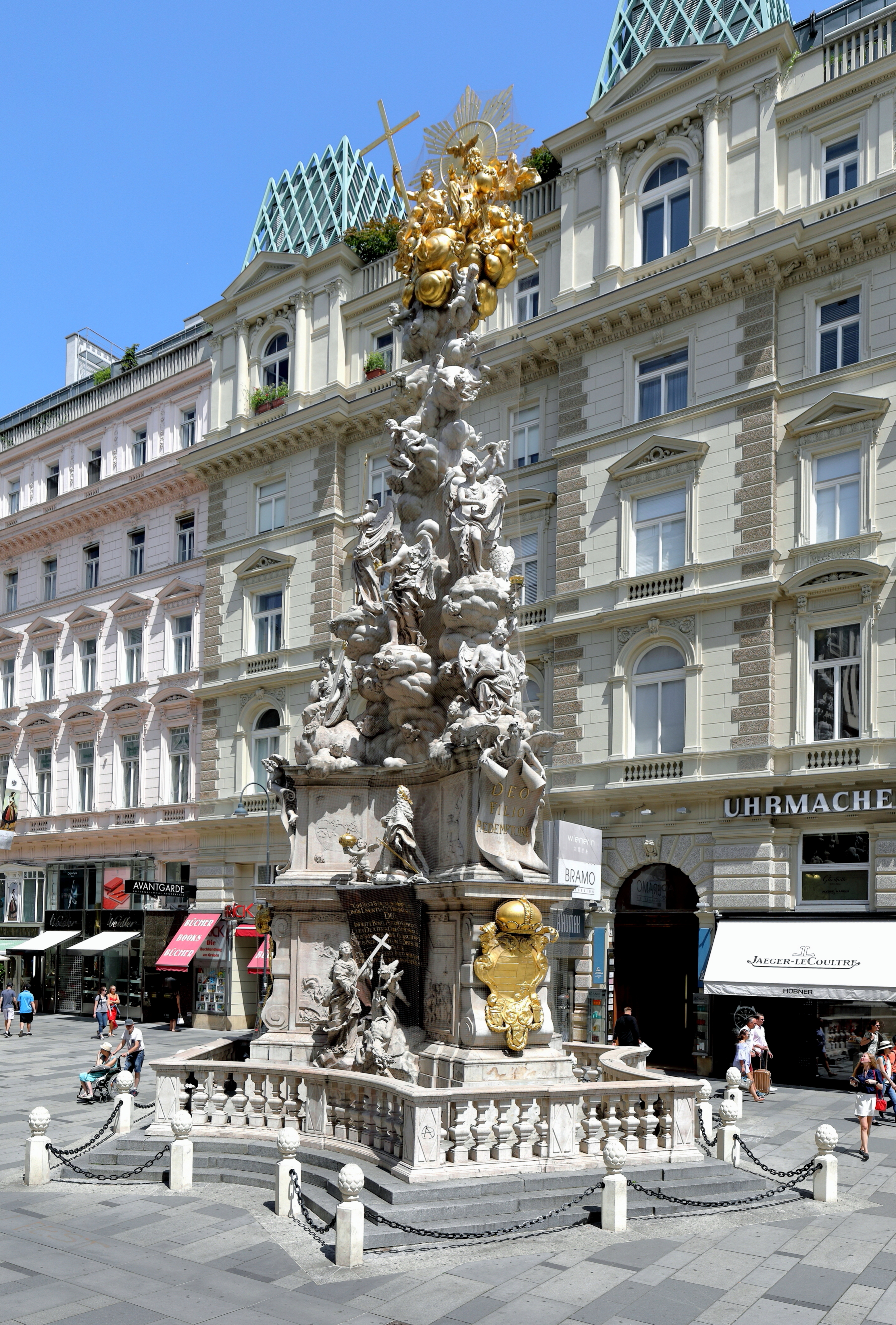
Colonne de la Sainte Trinité (1692), Vienne.
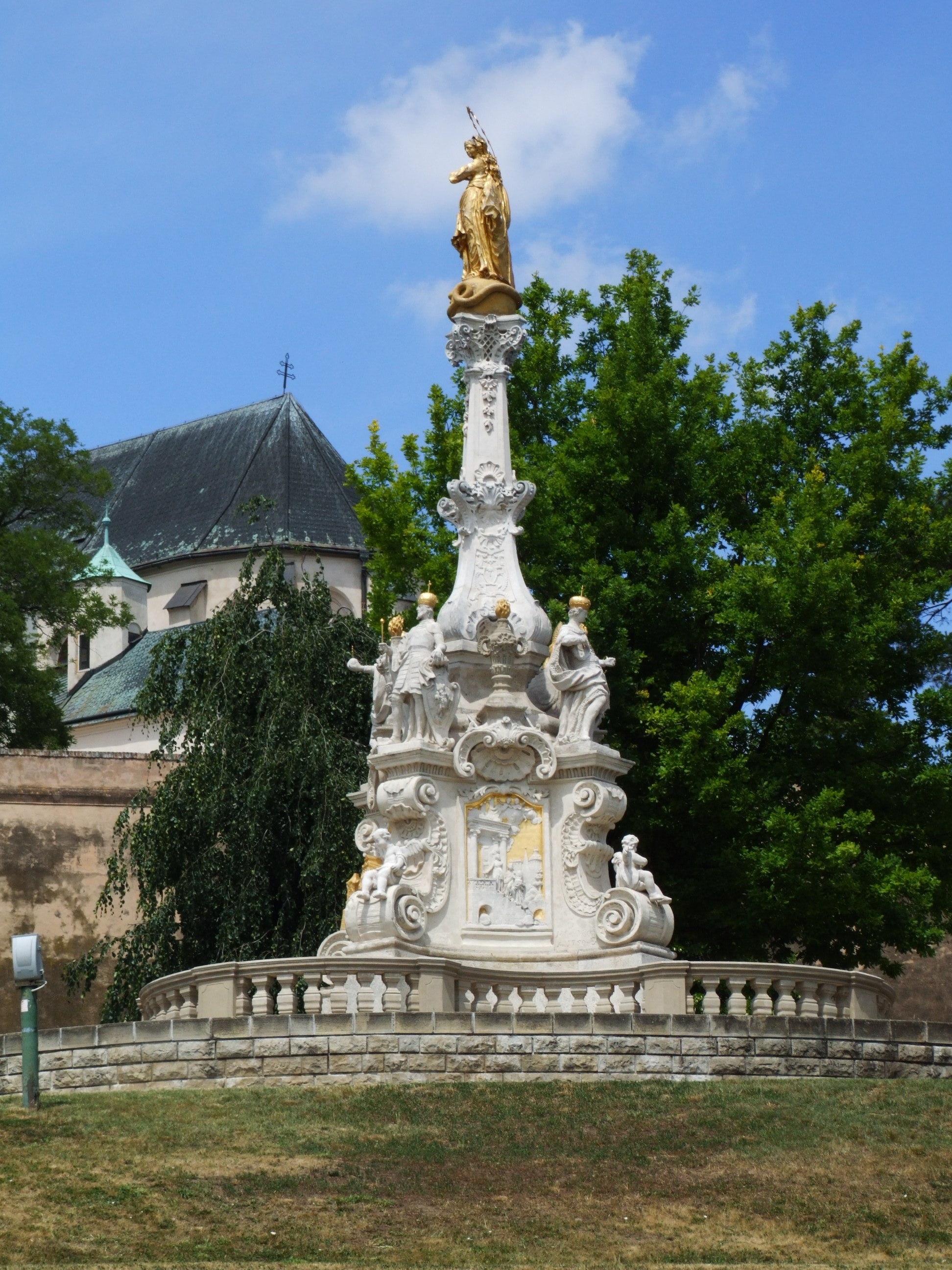
Colonne de la Vierge (1750), Nitra, peste de 1749.
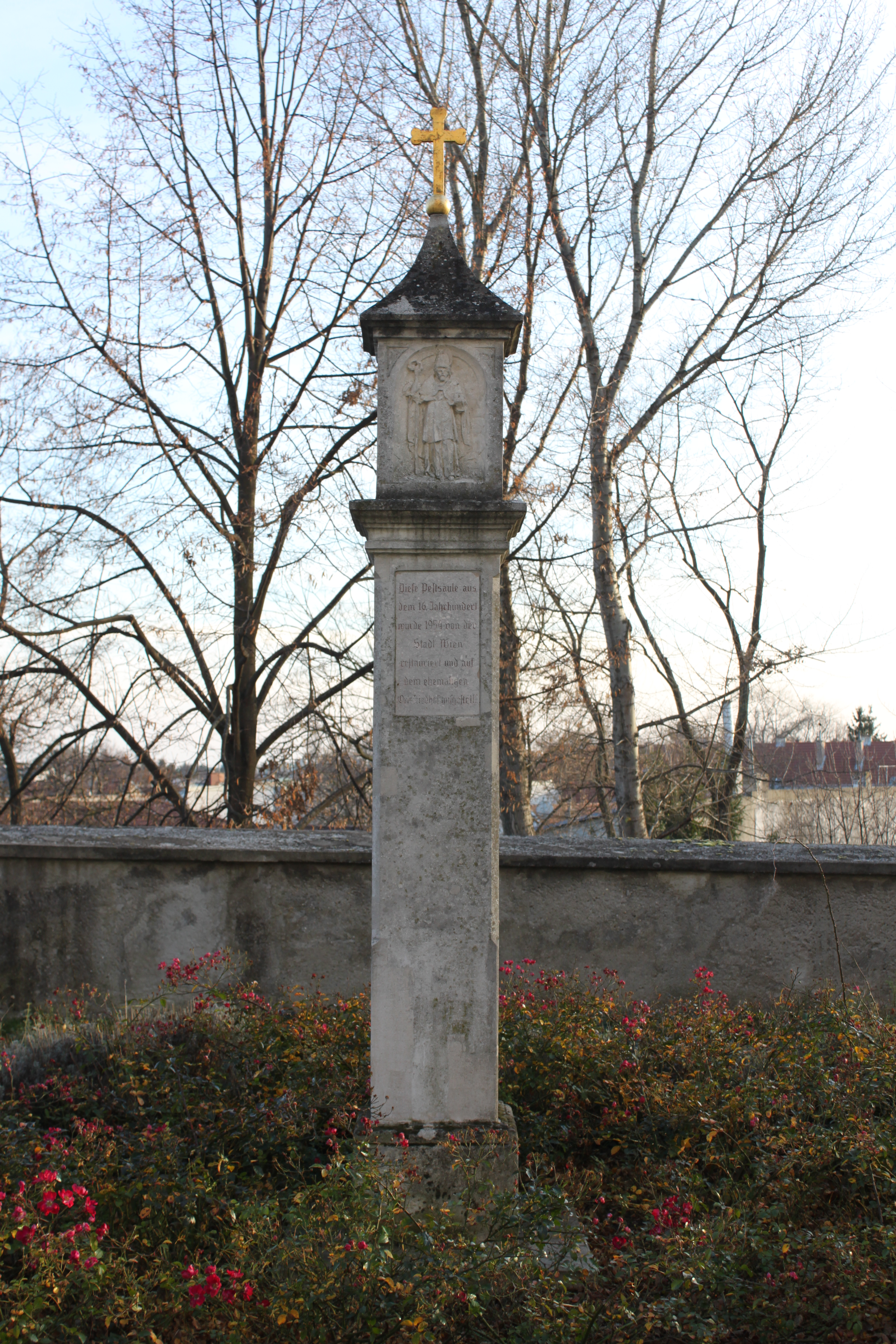
Croix ou calvaire de peste du début du XVIIe siècle, Vienne.

Il faut bien noter que ces monuments baroques surmontés par des représentations de la Vierge ou de la Sainte-Trinité n'ont pas tous été élevés spécialement à l'occasion d'épidémies de peste. De nombreux monuments l'ont été pour célébrer une victoire sur les Suédois ou les Turcs. Ainsi la colonne de la Vierge de Munich (1638), comme celle de Vienne (1667) sont érigées pour commémorer la fin de l'occupation suédoise.
Les croix  ou calvaires de l'Est de la France, qui ont pu être érigés pour commémorer la peste, que l'on retrouve en Allemagne ou en Autriche sous le nom de Bildstock ou Kreuz  ont un profil longiligne qui n'a rien à voir avec la croix latine. Mais ce type de monument ne peut être assimilé à une colonne : Säule en allemand. Par exemple le monument d' Ebreichsdorf en Autriche est bien mentionné comme croix de peste dans la liste des monuments protégés. On le trouve aussi fréquemment en Slovénie sous le nom de znamenje, petit édifice plus ou moins élancé dont la partie supérieure est creusée de niches destinées à protéger des statues du Christ ou des saints. Il est surmonté d'une croix ou couvert d'un petit toit et fait penser à un oratoire comme on en voit sur les chemins de campagne en France.
En France, une colonne a été élevée en 1802 pour rendre hommage au courage  des volontaires qui ont lutté contre l'épidémie de peste qui a ravagé Marseille en 1720. Elle ne sert pas à marquer l'emplacement d'un cimetière ni d'une fosse commune mais bien à commémorer le souvenir du fléau. C'est en France un des premiers monuments commémorant le comportement civique de citoyens, préfigurant les monuments aux morts des guerres qui ont suivi.